# Paul Bildt
Paul Hermann Bildt (19 de maio de 1885 – 13 de março de 1957) foi um ator de cinema alemão. Atuou em mais de 180 filmes entre 1910 de 1956. Nasceu e faleceu em Berlim, Alemanha.